# Isaac Méndez
Isaac Méndez es un personaje de ficción de la serie dramática de la NBC Héroes, interpretado por Santiago Cabrera. Es pintor y adicto a la heroína, y reside en Bajo Manhattan. Mantuvo una relación amorosa con Simone, la cual luego fue desecha por la presencia de Peter Petrelli.
Con la habilidad de pintar el futuro y el difícil destino que esto acarrea a lo largo de la serie, su rastro es seguido por Hiro Nakamura luego de que este averiguara su cruel destino en la New York del futuro.

## Habilidades
En el capítulo Génesis, Isaac descubre que tiene habilidades extraordinarias cuando compara una de sus pinturas antiguas con la fotografía periodística sobre un atentado en Israel recientemente.
Los cuadros característicos pintados por Méndez:
- Cuando la relación entre Isaac y Simone comienza poco a poco a terminar, Peter acompaña a Simone hasta la casa del pintor. Mientras Méndez sufre de una sobredosis de heroína, Petrelli descubre su retrato de hombre volador entre los cuadros del pintor. (Génesis)
- Méndez dibuja a la animadora (Claire Bennet) variadas veces retratando la escena de la persecución con Sylar.
- Cuando el Sr. Bennet fuerza a Isaac para retratar el paradero de Sylar antes del ataque de la secundaria, el pintor retrata a un hombre explotando (presumiblemente Peter Petrelli provocando la bomba nuclear). (Siete minutos para la medianoche)
- Hiro Nakamura, luego de encontrar al pintor, es retratado por este junto a un modelo de dinosaurio, que posteriormente puede observarse se encuentra en el museo de la ciudad.

Después de pintar la muerte de Sylar, este mismo llega para robar su poder, cortándole el cerebro y acabando con su vida